# Koei
A Koei Co., Ltd. (株式会社コーエー; Hepburn: Kabushiki gaisha Kōē; magyaros átírással: Kabusiki gaisa Kóé) egy japán videójáték fejlesztő, kiadó és forgalmazó. A cég leghíresebb játéka a Romance of the Three Kingdoms sorozat.

## Története
A Koei 1978 júliusában alapította Joicsi Erikawa és Keiko Erikawa. Joicsi a Keio Egyetemen tanult amikor a családi vállalkozásuk csődbe ment, ekkor kezdte el foglalkoztatni a programozás. A cége ekkor Hijosiban volt.
A cég a számítógépes szoftverekkel foglalkozott. 1983-ban adták ki a Nobunaga's Ambition-t (信長の野望; Hepburn: Nobunaga no Yabō; magyaros átírással: Nobunaga no Jabó) ami egy a Hadakozó fejedelemségek korában stratégiai játék volt. A játék több díjat is nyert ezért a Koei több hasonló játékot is kiadott.
1988-ban a Koei megalapította az észak-amerikai leányvállalatát a Koei Corporation-t Kaliforniában. Ennek a cégnek az volt a feladata, hogy lefordítsa a Koei játékait angol nyelvre, de több játékot is fejlesztettek. 1995-től már nem foglalkoznak játékfejlesztéssel.
A kanadai leányvállalat a Koei Canada, Inc.-t 2001-ben, az európai leányvállalat a Koei Limited-et 2003-ban alapították. A Koeinek ezenkívül Kínában, Koreában, Tajvanban, Litvániában és Szingapúrban van leányvállalata.
2008. szeptember 4-én a Koei bejelentette, hogy a Tecmo meg fogja vásárolni őket. 2008 novemberében állapodnak meg benne, hogy 2009. április 1-jén egyesülnek így létrehozva a Tecmo Koei-t.

## Koei által fejlesztett játékok
- Aerobiz
- Angelique
- Bandit Kings of Ancient China - (NES, MS-DOS, Amiga, Macintosh, PlayStation).
- Bladestorm: The Hundred Years' War (PlayStation 3, Xbox 360)
- Brandish (SNES)
- Celtic Tales: Balor of the Evil Eye
- Croc sorozat (PlayStation).
- Crimson Sea (Xbox, PlayStation 2).
- Destrega (PlayStation).
- Dynasty Warriors sorozat.
- Dynasty Warriors: Gundam (PlayStation 3, Xbox 360).
- Fatal Inertia
- G1 Jockey
- G1 Jockey 4 2007
- Gemfire
- Genghis Khan sorozat
- Gitaroo Man
- Gitaroo Man Lives!
- Harukanaru Toki no Naka de
- Inindo: Way of the Ninja (SNES)
- Ishin no Arashi
- Kessen
- Kessen II
- Kessen III
- Kin'iro no Corda
- L'Empereur (NES)
- Leading Company
- Liberty or Death
- Mystic Heroes (Nintendo GameCube, PlayStation 2).
- Ni-Oh (PlayStation 3).
- Naval Ops: Warship Gunner 2
- Neo Angelique ~Abyss~
- Nobunaga's Ambition ssorozat
- Operation Europe: Path to Victory
- Opoona
- Pop Cutie! Street Fashion Simulation
- Prey the Stars (Nintendo DS).
- Romance of the Three Kingdoms(MSX, MSX2, NES, SNES, Genesis, Amiga, PC-Engine CD-ROM, Sega Saturn, PS1, PS2, PC)
- Saihai no Yukue
- Saiyuki: Journey West
- Samurai Warriors sorozat.
- Sangokushi Eiketsuden
- Sangokushi Koumeiden
- Sangokushi Sousouden
- Stop That Roach!(Game Boy).
- Taikō Risshiden
- Teitoku no Ketsudan

- P.T.O.: Pacific Theater of Operations
- P.T.O. II: Pacific Theater of Operations
- P.T.O. IV: Pacific Theater of Operations

- Top Management
- Trinity: Zill O'll Zero (PlayStation 3).
- Uncharted Waters
- Warriors: Legends of Troy.
- Warriors Orochi (PlayStation 2, PSP, PC, Xbox 360).
- WinBack (Nintendo 64, PlayStation 2).
- Winning Post
- Winning Post 7 Maximum 2007
- Yanya Caballista: City Skater

## Koei által kiadott játékok Európában
- Atelier Iris sorozat
- Colosseum: Road to Freedom
- Disgaea sorozat
- La Pucelle: Tactics
- Makai Kingdom: Chronicles of the Sacred Tome
- Phantom Brave
- Shin Megami Tensei: Persona 3
- Shin Megami Tensei: Persona 3 FES